# 行政副主席
行政副主席（ぎょうせいふくしゅせき）は、琉球政府において行政主席を補佐し、政府の事務を監督する特別職の琉球政府公務員である。行政主席が不在または事故のときにはその任務を代行する。
「琉球政府の設立」の第4条において、琉球政府には行政副主席を1名置くことが定められている。本土の都道府県では条例により複数の副知事を置いているところが大半であるが、琉球政府では行政副主席一人制のまま復帰を迎えた。
行政副主席は当初琉球列島米国民政府の民政副長官（後の高等弁務官）が任命していたが、1965年に行政主席の任命制に改められた。本土の知事が副知事の任命に地方議会の同意が必要なこととは異なり、行政主席は行政副主席の任命に立法院の同意を得る必要はない。

## 職務
「琉球政府の設立」では、行政副主席の職務は行政主席の補佐やその代行だけでなく、立法院の議長も兼ねていた。しかしその規定は立法院が発足してからまもなく廃止され、議員の中から議長が選ばれることになった。
なお、琉球政府には出納長に相当する役職は存在しなかった。

## 歴代行政副主席
| 代 | 氏名       | 在任期間                        |
| -- | ---------- | ------------------------------- |
| 1  | 泉有平     | 1952年4月1日 - 1953年12月26日   |
| 2  | 与儀達敏   | 1954年3月18日 - 1956年2月11日   |
| 3  | 神村孝太郎 | 1956年4月3日 - 1957年12月21日   |
| 4  | 大田政作   | 1957年12月21日 - 1959年11月10日 |
| 5  | 瀬長浩     | 1959年11月11日 - 1964年6月18日  |
| 6  | 小波蔵政光 | 1964年6月18日 - 1967年7月12日   |
| 7  | 小渡三郎   | 1967年7月12日 - 1968年4月4日    |
| 8  | 赤嶺義信   | 1968年4月12日 - 1968年11月30日  |
| 9  | 知念朝功   | 1968年12月1日 - 1971年8月4日    |
| 10 | 宮里松正   | 1971年8月4日 - 1972年5月14日    |